# Rabinówka
Rabinówka – wieś w Polsce położona w województwie lubelskim, w powiecie tomaszowskim, w gminie Tomaszów Lubelski.
W latach 1975–1998 miejscowość administracyjnie należała do województwa zamojskiego.
Wieś jest sołectwem w gminie Tomaszów Lubelski. Według Narodowego Spisu Powszechnego z roku 2011 wieś liczyła 394 mieszkańców.
W międzywojniu włączona w granice Tomaszowa Lubelskiego. Wyłączona ponownie z Tomaszowa Lubelskiego 5 października 1954 w związku z reformą administracyjną państwa.
Wierni Kościoła rzymskokatolickiego należą do parafii św. Józefa w Tomaszowie Lubelskim.